# معاهدة ترسيم الحدود البحرية بين المملكة المتحدة وهندوراس
معاهدة ترسيم الحدود البحرية بين المملكة المتحدة وهندوراس هي معاهدة بين المملكة المتحدة وهندوراس ترسم الحدود البحرية بين هندوراس والأراضي البريطانية في جزر كايمان.
تم التوقيع على المعاهدة في تيغوسيغالبا في 4 ديسمبر 2001. تنص المعاهدة على إنشاء حدود تمتد لـ 220 ميلًا بحريًا وتفصل جزر كايمان عن جزر سوان وكايو غوردا الهندوراسية. تمتد الحدود من أقصى نقطة في الشمال إلى الجنوب الشرقي حتى تنعطف شرقاً عندما تكون في منتصف المسافة تقريباً بين خطي العرض 18 و17 شمالاً. يتكون كل جزء من الحدود من مقطع بحري واحد ذي خط مستقيم. يتم تحديد الحد بأكمله من خلال ثلاث نقاط إحداثيات فردية. أقصى نقطة في الغرب من الحدود هي نقطة ثلاثية مع هايتي. يشكل الجزء الغربي من الحدود نقطة ثلاثية متفق عليها مع كوبا، بينما يشكل الجزء الشرقي نقطة ثلاثية غير مؤكدة بعد مع جامايكا.
دخلت المعاهدة حيز التنفيذ في 1 مارس 2002 بعد أن تم التصديق عليها من قبل الدولتين. الاسم الكامل للمعاهدة هو معاهدة بين حكومة جمهورية هندوراس وحكومة المملكة المتحدة لبريطانيا العظمى وأيرلندا الشمالية بشأن تعيين حدود المناطق البحرية بين جزر كايمان وجمهورية هندوراس. وهي أول معاهدة على الإطلاق ترسم حدود جزر كايمان.

## ملحوظات
1. ↑  Charney, Jonathan I. et al. (2005). International Maritime Boundaries, pp. 3564–3574.

## روابط خارجية
- النص الكامل للمعاهدة